# Kong Pisei
Kong Pisei es uno de los ocho distritos que forman la provincia camboyana de Kompung Speu, con una población estimada en marzo de 2008 de 112 921 habitantes. Está dividido en las siguientes  comunas (khum), que se muestran asimismo con población estimada de 2008:
- Angk Popel 5,947
- Chongruk 12,687
- Moha Ruesse 8,535
- Pechr Muni 5,203
- Preah Nipean 12,186
- Prey Nheat 9,732
- Prey Vihear 9,289
- Roka Kaoh 7,243
- Sdok 7,066
- Snam Krapeu 11,565
- Srang 9,097
- Tuek L'ak 5,405
- Veal 8,966[1]